# Les Chiens (film, 1989)
Pour les articles homonymes, voir Les Chiens (homonymie).
Les Chiens (traduction littérale du titre original russe Псы, Psy) est un film soviétique de Dmitri Svetozarov sorti en 1989.
Le film a été tourné aux environs de la mer d'Aral et a pour ligne de fond le destin tragique de cette étendue d'eau.

## Synopsis
Un professeur alcoolique, un tireur sportif immoral, un chasseur et un criminel, emmenés par un représentant du parti et un chauffeur, prennent un vieux bus pour se rendre dans une localité perdue dans le désert, au bord d'un grand lac asséché d'Asie centrale. Ils sont chargés de stopper la propagation de loups qui attaquent la population. Une fois arrivés, ils ne rencontrent que deux personnes, un hydrologue et sa femme qui survivent grâce à l'eau de pluie contenue dans un réservoir. Quelque temps après, des maraudeurs, qui tentaient de piller ce qu'ils peuvent encore trouver dans le village abandonné, sont attaqués par une meute de chiens redevenus sauvages et sont dévorés.
Les chasseurs repoussent l'assaut massif des chiens féroces, avant de se rendre maîtres d'un navire échoué qui convoyait une cargaison de glace, maintenant fondue, et qui était le repaire des chiens. Dans le même temps, le seul maraudeur survivant leur vole le bus, mais finit aspiré par les sables mouvants, laissant les chasseurs bloqués dans le désert. Leur mental est atteint, ils entrent en conflit, s'entretuent et l'un d'eux se suicide. Les deux chasseurs survivants, pris d'un sentiment d'impuissance, se lamentent comme des chiens.

## Fiche technique
- Titre original : Псы, Psy
- Titre (traduction littérale) : Les Chiens
- Réalisation : Dmitri Svetozarov
- Scénario : Arkadi Krasilchtchikov (ru), Dmitri Svetozarov
- Producteur : Ada Staviskaya
- Musique originale : Aleksandre Koutikov, Andreï Makarevitch, Alexander Zaitsev, membres du groupe rock Machina Vremeni
- Photographie : Aleksandr Kovalchuk
- Pays de production :  Union soviétique
- Année de sortie : 1989
- Compagnie de production : Panorama Studio
- Durée : 96 minutes
- Format : couleurs
- Genre : Film d'épouvante, thriller

## Production
Lieux de tournage
- Mer d'Aral, au Kazakhstan

## Distribution
- Iouri Kouznetsov : Ivan Maksymchuk, chef d'une escouade spéciale
- Michaïl Zhigalov (ru) : le silencieux
- Sergueï Kokovkine (ru) : l'enseignant
- Andreï Krasko : un chasseur
- Alekseï Krytchenkov (ru) : le criminel
- Aleksandre Sousnins (ru) : le conducteur
- Andreï Nikolaïev : le maraudeur
- Sergueï Arkhanguelski : le garçon
- Raihan Aytkozhanova : la femme du phare
- Nicholaï Ispolatov : l'hydrologue

## Commentaires
- L'introduction cite un verset de la Bible, faisant allusion à ce que, tant les événements présentés dans film que tant les prémices de la fin du régime soviétique et du démantèlement de l'Union des républiques socialistes soviétiques sont une punition de Dieu.
- Les chiens symbolisent le peuple soviétique qui ne comptent que sur eux-mêmes, comme des cannibales.
- Le maraudeur survivant porte un t-shirt avec un texte en anglais, ce qui est représentatif de l'engouement populaire pour l'Occident à la fin des années 1980 et au début de la décennie suivante, et ce jusqu'à ce que le peuple réalise que le capitalisme et la démocratie n'allait pas leur accorder un bien-être instantané.
- En plus d'être un film d'épouvante, ce film fait immanquablement penser au désastre écologique que subissent les habitants des régions limitrophes de la mer d'Aral et qui vivaient principalement de la pêche. Les Chiens montre de nombreux bateaux rouillés qui gisent maintenant dans le sable, à des kilomètres du rivage actuel de la mer d'Aral.
- La bande-son électronique amplifie l'atmosphère effrayante du film et ressemble à celle du film américain Cyborg, sorti lui aussi en 1989.